# Kurt Treu
Kurt Treu (* 15. September 1928 in Karja auf Saaremaa; † 6. Juni 1991 in Wien) war ein deutscher Klassischer Philologe und Papyrologe.

## Leben und Wirken
Kurt Treu war der Sohn eines deutschbaltischen Pfarrers auf der Insel Ösel bei Estland. Im Zuge des Zweiten Weltkriegs musste die Familie 1940 auf deutsche Anordnung ihre Heimat verlassen. Kurt Treu besuchte das Gymnasium in Hohensalza und wurde in den letzten Kriegsjahren als Luftwaffenhelfer eingesetzt. Nach Kriegsende gelangte er über Umwege nach Thüringen und machte in Dingelstädt das Abitur. Noch im gleichen Jahr begann er sein Studium an der Universität Jena. Er studierte Klassische Philologie (besonders bei Friedrich Zucker und Karl Barwick) und Anglistik (insbesondere bei Gustav Kirchner). Nach dem Studienabschluss (Diplom 1952) arbeitete Treu als Wissenschaftlicher Mitarbeiter in der Kommission für spätantike Religionsgeschichte der Berliner Akademie der Wissenschaften. Nebenbei betrieb er in Jena seine Promotion, die er 1956 mit der Dissertation Synesios Dion: Einleitung und Kommentar erreichte. Seine Habilitation folgte 1963 an der Berliner Humboldt-Universität. An der Akademie wirkte er während dieser Jahre in verschiedenen Funktionen.
Die Gründung des Zentralinstituts für Alte Geschichte und Archäologie im Zuge der Akademie-Reform von 1969 bewirkte, dass Treu seine religionsgeschichtlichen Forschungen massiv einschränken musste: Er blieb zwar Geschäftsführender Herausgeber der Griechischen Christlichen Schriftsteller der ersten Jahrhunderte und der Texte und Untersuchungen zur Geschichte der altchristlichen Literatur, aber er durfte offiziell nur noch ein Zehntel seiner Arbeitszeit darauf verwenden. Den Rest seines Deputats sollte er auf das „Kollektivunternehmen“ des Zentralinstituts verwenden. Treu bemühte sich, seine Forschungen von staatlicher Einflussnahme freizuhalten und geriet dadurch oft mit seinen „linientreuen“ Mitarbeitern in Konflikt. Nach einem Streit mit dem Verantwortlichen Herausgeber trat er 1987 von der Redaktion der Texte und Untersuchungen zurück. Obwohl Treu durch seine Publikationen, wie das Ministerium für Staatssicherheit zugeben musste, „international anerkannt“ war, konnte er doch keine der zahlreichen angebotenen Mitgliedschaften in Akademien, Kommissionen und Gremien annehmen. Lediglich Gastvorlesungen in Uppsala (1969) und Österreich (1972, 1976) wurden ihm gestattet. Sein Ansehen im Ausland verhinderte auch seine Berufung auf einen universitären Posten: Nur 1977 hielt er eine Vorlesung über die Antike Literatur im Überblick für Studenten der Germanistik.
Die politische Wende 1989 kam für Treu wie eine Befreiung. Aber auch nach dem Ende der DDR blieben ihm viele Türen verschlossen: Eine Vorlesung über Griechische Literatur des Hellenismus, die er für das Sommersemester 1991 an der HU Berlin angekündigt hatte, wurde vom Lehrstuhlinhaber für Gräzistik im Voraus aus dem Vorlesungsverzeichnis gestrichen. Kurt Treu hatte vor, die 1990 eingestellten Texte und Untersuchungen wieder neu herauszugeben; aber bevor es dazu kommen konnte, starb er am 6. Juni 1991 überraschend.
Kurt Treu ist besonders für seine papyrologischen und religionshistorischen Studien bekannt. Seine Habilitationsschrift Die griechischen Handschriften des Neuen Testaments in der UdSSR (1966; Texte und Untersuchungen 91) fand international große Beachtung. Zur Papyrologie gelangte Treu erst spät, als er nach dem Tode Friedrich Zuckers die Herausgabe des Archivs für Papyrusforschung übernahm. 14 Folgen dieser Zeitschrift gab er von 1969 bis 1989 heraus. Zu seinen größten Unternehmen zählte das Corpus Griechische literarische Papyri christlichen Inhalts II, dessen Text Treu noch kurz vor seinem Tode abschließen konnte. Das von Johannes Diethart zum Druck gebrachte Werk erschien postum 1993.
Auch die Übersetzungen griechischer Dichter aus der Feder Kurt Treus wurden vielfach gelesen. Er übersetzte die Briefe Alkiphrons und gemeinsam mit seiner Gattin Ursula, einer gleichfalls bekannten Altphilologin, die Komödien Menanders, die Tiergeschichten Aelians, die Jamben des Herondas und die Deipnosophistai des Athenaios. 1988 veröffentlichten sie die Anthologie Süßer als Liebe ist nichts. Gedanken und Gefühle griechischer Frauen.

## Papyrologische Hauptwerke
- Kurt Treu: Christliche Papyri [Besprechungen]. In: Archiv für Papyrusforschung 19. 1969, 169–205; 20. 1970, 145–152; 21. 1971, 207–214; 22/23. 1974, 367–395; 24/25. 1976, 253–261; 26. 1978, 149–159; 27. 1980, 251–258; 28. 1981, 91–98; 29. 1983, 107–110; 30. 1984, 121–128; 31. 1985, 59–71; 32. 1986, 87–95; 34. 1988, 69–78; 35. 1989, 107–116.
- Kurt Treu † –  J. Diethart: Griechische literarische Papyri christlichen Inhaltes II. Wien: Hollinek 1993. Textband 141 S., Tafelband 110 Abb. (Mitteilungen aus der Papyrussammlung der österreichischen Nationalbibliothek [Papyrus Erzherzog Rainer] N.S. 17).